# Stanisław Kiszka
Pour les articles homonymes, voir Kiszka.
Stanisław Kiszka, (en lituanien : Stanislovas Kiška), est un magnat de Pologne-Lituanie, fondateur de la famille Kiszka (en), panetier de Lituanie, Staroste de Lida (1488), maréchal de Lituanie, grand hetman de Lituanie (1507), staroste de Hrodna (1508) et grand maréchal de Lituanie (1512)

## Mariages et descendance
Stanisław Kiszka épouse Zofia, fille de Petras Jonaitis Mantigirdaitis (en), voïvode de Trakai. Ils eurent trois enfants:
- Piotr Kiszka (en) (mort en 1534), voïvode de Polotsk
- Barbara Kiszka, mariée à Jerzy Radziwiłł
- Anna Kiszka, mariée à Stanisław Kęsgaila, puis à Jan Radziwiłł

## Sources
- (en) Cet article est partiellement ou en totalité issu de l’article de Wikipédia en anglais intitulé « Stanisław Kiszka » (voir la liste des auteurs).